# Smålands runinskrifter 106
Sm 106 är en vikingatida runsten av röd granit i Vetlanda kyrka, Vetlanda och Vetlanda kommun. 
Runsten som är 1,9 meter hög ovan jord (total höjd är 230 cm), 66 cm bred och 0,35 m tjock. Runhöjden är 11–19 cm. Ristningen vetter mot väster och är försedd med Riksantikvarieämbetets skylt. Inskriften lyder i översättning :"Sandar satte (stenen) efter Östen, sin broder."
Stenen står rest på kyrkogården strax väster om kyrkan. Stenen påträffades i samband med restaureringsarbeten 1953, liggande i medeltidskyrkans södra långmur 70 cm under den nya kyrkans golv. Fyndplatsen befinner sig tre meter västsydväst om kyrkans södra läktarpelare.

## Inskriften
Translitterering av runraden:
: santar : sati : iftiʀ : iystin :: bruþur sin
Normalisering till runsvenska:
Sandarr satti æftiʀ Øystæin/Iostæin, broður sinn.
Översättning till nusvenska:
Sandar satte [stenen] efter Östen, sin broder.